# We Bring the Noise!
«We Bring the Noise!»  (с англ. — «Мы приносим шум!») — восьмой студийный альбом группы Scooter, вышедший 11 июня 2001 года. Две композиции с альбома вышли в качестве отдельных синглов — «Posse (I Need You on the Floor)» и «Aiii Shot the DJ» (на альбоме называлась «I Shot the DJ» и имела мало общего с сингловой версией).

## Об альбоме
«We Bring The Noise!» очень свеж по звучанию, технологически насыщен. Пожалуй, данный альбом лучше всего иллюстрирует электронную направленность группы. «We Bring The Noise!» даже сильнее ориентирован на клубы, чем «Back To The Heavyweight Jam».
В интродукции «Habibi Halua» использованы семплы Dead Can Dance — «Persephone». В композиции «Chinese Whispers» использованы семплы Harvey Summers — «Fountain Of Dreams». Композиция «RU :) ?» содержит сэмпл Aphex Twin - «Analogue Bubblebath».
В съёмках клипа к «Aiii Shot The DJ» принял участие известный германский комик Хельг Шнайдер.

## Список композиций
Музыка, слова, аранжировка — Эйч Пи Бакстер, Рик Джордан, Аксель Кун, Йенс Теле. Текст — Эйч Пи Бакстер.
1. Habibi Halua (1:08) (Сладкая халва[1])
2. Posse (I Need You On The Floor) (3:50) (Народ (Вы мне нужны на танцполе))
3. Acid Bomb (5:32) (Кислотная бомба)
4. We Bring The Noise! (3:44) (Мы приносим шум!)
5. R U :) ? (5:19) (Вы счастливы?[2])
6. So What’Cha Want (4:06) (Так что ты хочешь?)
7. Burn The House (4:34) (Сожги дом)
8. Chinese Whispers (6:23) (Испорченный телефон)
9. I Shot The DJ (3:39) (Я застрелил диджея)
10. Transcendental (6:01) (Трансцендентальное)
11. Remedy (3:37) (Лекарство)
12. Devil Drums (5:24) (Дьявол бьёт в барабаны)

«We Bring The Noise! — Limited edition»
+ Multimedia Video part:

13. Posse (Story version)

14. Posse (Live in Denmark version)

Sticker with Scooter logo
В международной версии наклейки не было. На территории бывшей ГДР в качестве 13-го трека была песня «Am Fenster» (У окна).

## Награды
«We Bring The Noise!» попал в хит-парады 11 европейских стран. Из-за своей ультра-клубной направленности это единственный студийный альбом группы, не отмеченный золотыми записями.
- Венгрия — 3
- Чехия — 7
- Финляндия — 8
- Норвегия — 12
- Германия — 15
- Польша — 15
- Швеция — 17
- Австрия — 32
- Дания — 50
- Эстония — 65
- Швейцария — 74

## Синглы
В качестве синглов вышли 2 композиции с альбома, — «Posse (I Need You On The Floor)» и «Aiii Shot The DJ».
| Название                               | Трек-лист | Награды |
| -------------------------------------- | --- | --- |
| Posse (I Need You On The Floor) (2001) | 1. «Radio Version» (03:50) 2. «Extended Version» (06:38) 3. «Tee Bee Mix» (07:00) 4. «Club Mix» (06:39) CD single (2-track) 1. «Radio version» (3:50) 2. «Extended version» (6:38) Posse (I Need You On The Floor) для Британии. 1. UK Radio version (3:47) 2. N-Trance edit (4:12) 3. Extended version (5:29) 4. N-Trance Extended mix (6:03) 5. Video UK-edit (multimedia section) Posse (I Need You On The Floor) (Japanese Promo) A1. P.K.G. mix - Short version (?) A1. P.K.G. mix - Long version (?) B2. UK Exended version (5:29) B2. Tee Bee mix (7:00) | - Ирландия — , 3 - Израиль — 4 - Австрия — 7 - Великобритания — 15 (2002) - Дания — 15 - Швеция — 16 - Эстония — 17 - Финляндия — 20 - Франция — 30 - Швейцария — 43 |
| Aiii Shot The DJ (2001)                | 1. «Radio Version» (03:30) 2. «Extended Version» (04:52) 3. «Bite The Bullet Mix» (06:38) CD single (2-track) 1. «Radio version» (3:30) 2. «Bite The Bullet mix» (6:38) Aiii Shot The DJ (VIP Radio Promo) Germany Clubmix shortcut (3:30) | - Финляндия — 16 - Австрия — 22 - Германия — 29 - Швеция — 37 - Франция — 74 - Швейцария — 98                                                                        |